# Ormosia helifera
Ormosia helifera là một loài ruồi trong họ Limoniidae. Chúng phân bố ở miền Cổ bắc.